# Tystnaden
Tystnaden (en català seria "El silenci") és una pel·lícula sueca dirigida per Ingmar Bergman, estrenada el 1963. Va guanyar tres de les quatre categories en la primera edició dels Premis Guldbagge.
Considerada per la crítica com a la tercera part de la trilogia "El silenci de Déu", la pel·lícula es va exhibir amb algunes seqüències censurades a Suècia i va ser prohibida en alguns països. Sol destacar-se per l'escassetat de diàlegs, la seva tècnica formal depurada i experimentalista i per la seva reflexió sobre el fet religiós.
Jacques Doillon va dirigir La Pirate l'any 1984, una pel·lícula que pretén ser un remake de Tystnaden. El director francès va declarar en aqueslla ocasió: «Admiro Ingmar Bergman i, com ell, crec que cal funcionar més amb els nervis que amb el cap».

## Argument
Ester i Anna són germanes. Acompanyades del petit Johann, el fill d'Anna, travessen un país que els és estranger i que, sembla, és en situació de setge. La malaltia d'Ester els obliga a fer una parada en un hotel.

## Repartiment
- Ingrid Thulin: Ester
- Gunnel Lindblom: Anna
- Jorgen Lindström: Johann
- Hakan Jahnberg: l'amo de l'hotel
- Birger Malmstem

## Comentaris[calcitació]
Tot i que la incomunicació és un dels temes principals de l'obra d'Ingmar Bergman, la il·lustra aquí de dues maneres suplementàries, bastant excepcionals en la seva filmografia:
- Primer de tot, col·loca la intriga en un marc estranger. Fora d'algunes rares pel·lícules com aquesta o Das Schlangenei, totes les pel·lícules de Bergman es desenvolupen a Suècia. Al problema de relacions entre les dues germanes se superposa el de la relació amb el medi, i la incomprensió de la llengua i del que passa en l'exterior.
- Però d'una certa manera la presència del nen posa les coses en perspectiva, des de la seva mirada sobre un món que no comprèn.
- Tystnaden és una pel·lícula estranyament sexy i física (Manny Farber).